# Nachal Segev
Nachal Segev (hebrejsky: נחל שגב) je vádí v Dolní Galileji, v severním Izraeli.
Začíná v nadmořské výšce přes 300 metrů severozápadně od vesnice Jodfat, na západním okraji horského pásma Harej Jatvat. Směřuje potom rychle se zahlubujícím a zalesněným údolím k severozápadu. Toto údolí je na jižní straně lemováno svahy hory Har Šechanija, na jejímž vrcholku stojí vesnice Šechanija, Koranit a Manof. Na severní straně je to obdobný hřbet s vesnicemi Acmon a Rakefet. Horní tok je turisticky využíván. Nachází se tu několik jeskyň a pramenů. Pak se údolí poněkud otevírá a vádí prochází po okraji města Kabul. Zprava tu přijímá vádí Nachal Ašlil. Za ním vchází do pobřežní nížiny, respektive Zebulunského údolí. Zde vede krátce zcela rovinatou a zemědělsky využívanou krajinou k severu a zhruba 2 kilometry jihovýchodně od vesnice Achihud, na jižním úpatí vrchu Giv'at Achihud, ústí zleva do toku Nachal Chilazon.